# 李銳 (成化進士)
李銳（1440年—？），字廷鉞，河南開封府歸德州人，民籍，明朝政治人物。

## 生平
河南鄉試第七十一名舉人。成化十七年（1481年）中式辛丑科會試第八名，三甲第三十五名進士。

## 家族
曾祖李壽；祖父李亨；父李剛，驛丞。母張氏。永感下。